# Josef Korčák
Josef Korčák (ur. 17 grudnia 1921 w Holštejnie, zm. 5 października 2008) – czechosłowacki działacz państwowy i partyjny, premier w latach 1970–1987.

## Życiorys
Urodził się w 1921 r. w Holštejnie, w powiecie blanskim. Po ukończeniu szkoły zawodowej pracował w latach 1937–1948 w brneńskich zakładach zbrojeniowych. Po przejęciu władzy przez komunistów w Czechosłowacji w 1948 r. został sekretarzem, a następnie pierwszym sekretarzem Komitetu Powiatowego KPCz w powiecie blanskim. Następnie awansował do władz wojewódzkich partii w Brnie. W 1958 r. zasiadł po raz pierwszy w jej władzach centralnych. 
Pełnił wiele funkcji we władzach Czechosłowacji, zasiadał m.in. w Komitecie Centralnym Komunistycznej Partii Czechosłowacji oraz był ministrem kilku resortów rządu centralnego (m.in. energetyki). W latach 1970–1987 był premierem rządu czeskiego. Przez kilka kadencji pełnił mandat w parlamencie. W 1987 odszedł na emeryturę, w 1990 został usunięty z partii.
Zmarł w 2008 roku.